# Dłyżko
Dłyżko (bułg. Длъжко) – wieś w Bułgarii, w obwodzie Szumen, w gminie Chitrino. W 2024 roku liczyła 297 mieszkańców.